# Tweede Kamerverkiezingen in het kiesdistrict Amersfoort (1848-1850)
Tweede Kamerverkiezingen in het kiesdistrict Amersfoort (1848-1850) geeft een overzicht van verkiezingen voor de Nederlandse Tweede Kamer in het kiesdistrict Amersfoort in de periode 1848-1850.
Het kiesdistrict Amersfoort werd ingesteld na de grondwetsherziening van 1848. Tot het kiesdistrict behoorden de volgende gemeenten: Amerongen, Amersfoort, Baarn, Bunnik, Bunschoten, Cothen, Darthuizen, De Vuursche, Doorn, Driebergen, Duist, Eemnes, Hoogland, Langbroek, Leersum, Leusden, Maarn, Odijk, Renswoude, Rhenen, Rhijnauwen, Rijsenburg, Soest, Sterkenburg, Stoutenburg, Veenendaal, Werkhoven, Wijk bij Duurstede, Woudenberg en Zeist.
Het kiesdistrict Amersfoort vaardigde in dit tijdvak per zittingsperiode één lid af naar de Tweede Kamer.
Legenda
- cursief: in de eerste verkiezingsronde geëindigd op de eerste of tweede plaats, en geplaatst voor de tweede ronde;
- vet: gekozen als lid van de Tweede Kamer.

## 30 november 1848
De verkiezingen werden gehouden na ontbinding van de Tweede Kamer, na inwerkingtreding van de herziene grondwet.
|                                        | 30 november | 7 december |
| -------------------------------------- | ----------- | ---------- |
| Kiesgerechtigden                       | 795         | 795        |
| Opkomst                                | 725         | 690        |
| Geldige stemmen                        | 722         | 686        |
| Blanco stemmen                         | 3           | 2          |
| Kandidaten                             |             |            |
| S. van Walchren                        | 314         | 408        |
| J.D.C.C.W. van Ablaing van Giessenburg | 309         | 278        |
| H. Menso                               | 70          |            |
| J. Hora Siccama                        | 12          |            |

## Voortzetting
In 1850 werd het kiesdistrict Amersfoort omgezet in een meervoudig kiesdistrict, waaraan gedeelten van de opgeheven kiesdistricten Edam en Harderwijk toegevoegd werden.